# Saltos ornamentais no Campeonato Europeu de Esportes Aquáticos de 2016 - Plataforma 10 m sincronizado feminino
A prova da plataforma 10 m sincronizado feminino dos saltos ornamentais no Campeonato Europeu de Esportes Aquáticos de 2016 ocorreu no dia 10 de maio em Londres, no Reino Unido. 

## Calendário
| Fase  | Data       | Hora  |
| ----- | ---------- | ----- |
| Final | 10 de maio | 21:13 |

Todos os horários estão no horário local (UTC+0)

## Medalhistas
| Ouro                             | Prata                                        | Bronze                                    |
| Alemanha · Maria Kurjo · My Phan | Ucrânia · Hanna Krasnoshlyk · Vlada Tatsenko | Hungria · Villő Kormos · Zsófia Reisinger |

## Resultados
Esses foram os resultados da competição.
| Pos.              | Saltadora                             | Nacionalidade |        |
| Pos.              | Saltadora                             | Nacionalidade | Pontos |
| ----------------- | ------------------------------------- | ------------- | ------ |
| Medalha de ouro   | Maria Kurjo My Phan                   | Alemanha      | 279.75 |
| Medalha de prata  | Hanna Krasnoshlyk Vlada Tatsenko      | Ucrânia       | 278.01 |
| Medalha de bronze | Villő Kormos Zsófia Reisinger         | Hungria       | 274.74 |
| 4                 | Yulia Timoshinina Ekaterina Petukhova | Rússia        | 268.92 |
| 5                 | Tonia Couch Lois Toulson              | Reino Unido   | 267.72 |
| 6                 | Ellen Ek Isabelle Svantesson          | Suécia        | 236.13 |